# Dumping
Dumping (ang. imiesłów od czasownika dump ‘wywalać; zrzucać; zarzucać’ [w domyśle: rynek towarami]) – polityka gospodarcza polegająca na sprzedaży swoich produktów za granicę po cenach niższych niż na rynku krajowym (dumping cenowy, ang. price dumping) lub po cenach niższych od kosztów ich wytworzenia (dumping kosztowy, ang. cost dumping).

## Rodzaje dumpingu
Można wyróżnić trzy rodzaje dumpingu:
- Dumping sporadyczny (sporadic dumping): jest to sporadyczne sprzedawanie produktu za granicę po cenach niższych od kosztów wytworzenia. Wynika z sytuacji nadzwyczajnych, na przykład gwałtownego spadku popytu na rynku krajowym lub wyjątkowego urodzaju w danym roku. Producent decyduje się sprzedać swój produkt za granicę poniżej kosztów w celu uniknięcia strat związanych na przykład z magazynowaniem towaru. Praktyka ta nie spotyka się na ogół z reakcją kraju przyjmującego.

- Dumping łupieżczy (predatory dumping): celem takiej polityki jest zdobycie jakiegoś rynku i wyeliminowanie konkurencji poprzez zaproponowanie cen niższych od kosztów wytworzenia. Konkurencyjne przedsiębiorstwa, mając mniejsze zasoby, nie mogą sprostać takiej praktyce i zostają wyeliminowane z rynku. W przypadku, gdy przedsiębiorstwo stosujące dumping łupieżczy stanie się na danym rynku monopolistą, podwyższa ceny, aby realizować zysk monopolistyczny. Ten rodzaj dumpingu uznaje się za praktykę nieuczciwej konkurencji. W handlu międzynarodowym praktyki tego typu są przyczyną nakładania przez państwo importera karnych ceł (cło antydumpingowe) czy ustanawiania ograniczeń ilościowych co do importu jakiegoś towaru.

- Dumping stały (persistent dumping): jest to sprzedaż towaru na rynku zagranicznym po cenie niższej niż na rynku krajowym. Sytuacja taka zachodzi, gdy popyt na dane dobro na rynku krajowym jest dużo mniej elastyczny, niż na rynku zagranicznym. W takim wypadku producent może sprzedawać towar po stosunkowo wysokiej cenie na rynku krajowym (szczególnie gdy jednocześnie nałożone są ograniczenia na import tego dobra). Jednocześnie chcąc zwiększyć sprzedaż na rynku zagranicznym przy elastycznym popycie musi obniżać ceny. Praktyka ta może być uzasadniona z punktu widzenia producenta, może być również korzystna dla społeczeństwa kraju importera. Jednocześnie może być sprzeczny z interesem wytwórców w kraju importera.

Prócz opisanego wyżej właściwego dumpingu towarowego wyróżnić można dumping:
- kredytowy – udzielanie przedsiębiorstwom importującym kredytu na specjalnie dogodnych warunkach
- socjalny – wykorzystanie niższych kosztów produkcji wypływających z niskiej płacy roboczej lub dłuższego dnia roboczego w kraju eksportującym
- walutowy – obniżenie ceny towarów eksportowych, spowodowane obniżeniem się kursu waluty kraju eksportującego w stosunku do innych walut zagranicznych.

## Dumping w polskim prawie
Dumping, ujęty jako sprzedaż towarów i usług poniżej kosztów ich wytworzenia lub świadczenia albo ich odsprzedaż poniżej kosztu zakupu w celu eliminowania innych przedsiębiorców, stanowi według art. 15 ustawy o zwalczaniu nieuczciwej konkurencji z 16 kwietnia 1993 r. czyn nieuczciwej konkurencji, będący jednym z opisanych przykładów utrudniania innym przedsiębiorcom dostępu do rynku.
Zgodnie z art. 18 w razie dokonania czynu nieuczciwej konkurencji, przedsiębiorca, którego interes został zagrożony lub naruszony, może żądać zaniechania takich działań, usunięcia ich skutków, naprawienia wyrządzonej szkody, wydania bezpodstawnie uzyskanych korzyści, zasądzenia odpowiedniej sumy pieniężnej na określony cel społeczny związany ze wspieraniem kultury polskiej lub ochroną dziedzictwa narodowego. Według art. 20 roszczenia z tytułu czynów nieuczciwej konkurencji ulegają przedawnieniu z upływem lat 3 z zastosowaniem art. 442 Kodeksu cywilnego.